# Cappelle medicee
Le cappelle medicee, costruite quale luogo di sepoltura della famiglia Medici, sono oggi un museo statale di Firenze, ricavato da alcune aree della basilica di San Lorenzo. Oggi afferisce alla gestione museale indipendente del gruppo del Museo del Bargello.

## Storia

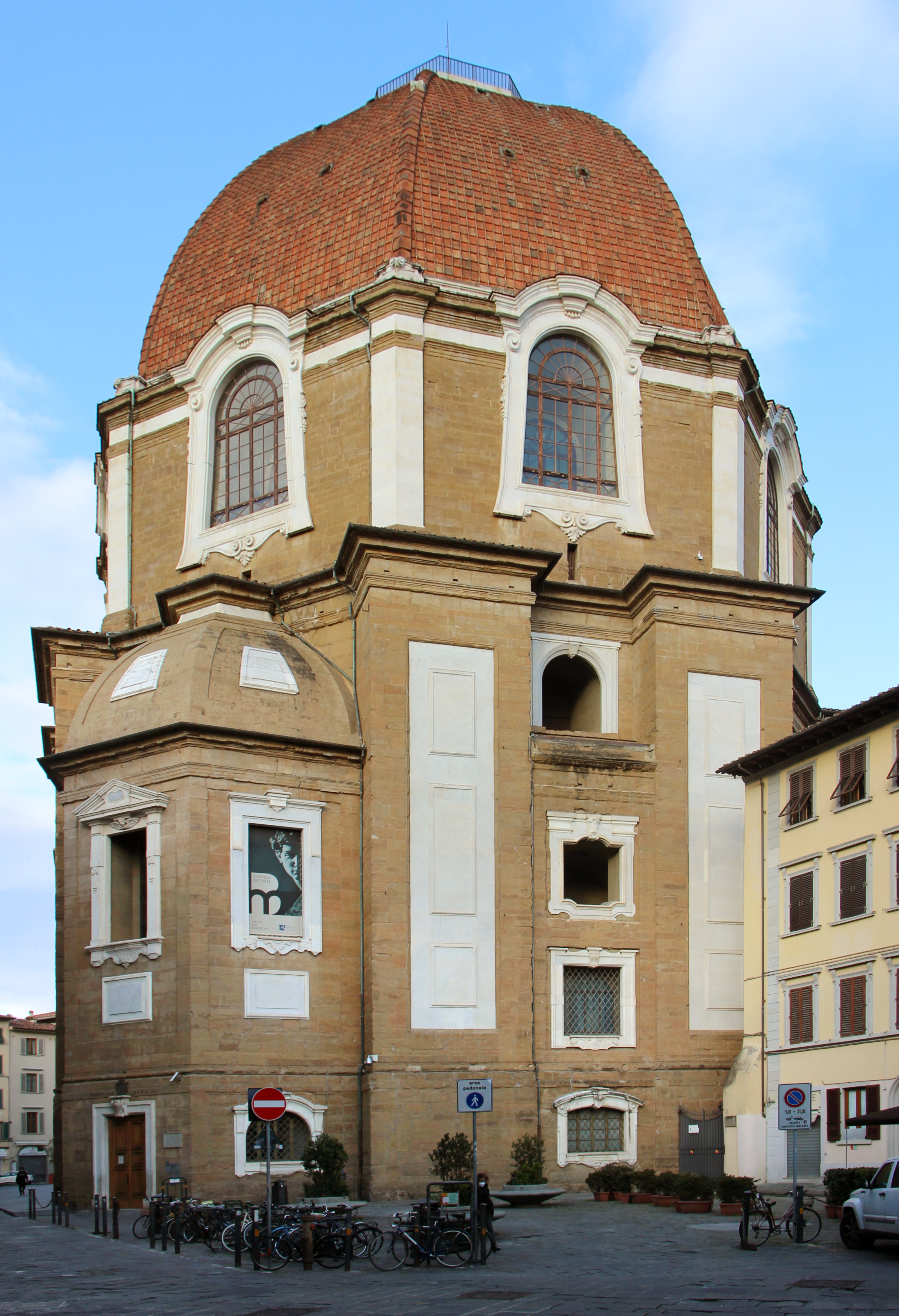
Veduta esterna della cappella dei Principi

Gli ambienti ai nostri giorni conosciuti collettivamente come "cappelle medicee" sono stati costruiti, tra il XVI e il XVII secolo, quale estensione della basilica brunelleschiana allo scopo di celebrare la famiglia de' Medici e offrire nuovi spazi di sepoltura, degni del loro aumentato status sociale. Dal 1429 fino al tempo di Leone X, i principali membri della famiglia erano stati sepolti nella sagrestia di San Lorenzo (oggi nota come "sagrestia Vecchia") e nella cripta, e più anticamente ancora nella chiesa di San Tommaso. Con l'arrivo dei primi titoli nobiliari (il ducato di Urbino e quello di Nemours per i nipoti del papa), si rese necessaria la costruzione di un luogo più sontuoso, per il quale venne incaricato Michelangelo Buonarroti, che realizzò la Sagrestia Nuova in un periodo lungo e tormentato, tra il 1520 e il 1533. 
La nascita di una vera e propria dinastia, prima ducale e poi granducale, necessitò poi di un progetto ancora più grandioso, a cui mise effettivamente mano Ferdinando I de' Medici, facendo erigere una grande aula al posto dell'antica abside della basilica, coperta da una grandiosa cupola (seconda solo a quella del Duomo), su progetto di Matteo Nigetti e di Don Giovanni de' Medici, fratello dello stesso granduca, avviato nel 1604 e completato poco prima della metà del secolo. La maestosa "cappella dei Principi" venne composta su due ambienti sovrapposti: la cappella superiore, coperta di marmi, in cui si trovano i cenotafi dei regnanti di casa Medici, e la parte inferiore dove si trovano le vere e proprie sepolture di quasi tutti i membri della famiglia, comprese le consorti, gli infanti, ecc.
Con le soppressioni a più riprese degli enti religiosi, San Lorenzo venne infine divisa essenzialmente tra la parrocchia (attuale basilica) e una vera e propria parte museale, composta dalla Cappella dei Principi, la Sagrestia Nuova e alcuni annessi. 
Dal 2004 si sono svolti esami sulle spoglie dei Medici che hanno avuto una certa risonanza perché hanno chiarito alcuni aspetti antropologici e patologici della stirpe, e smentito alcune notizie riportate nella precedente ricognizione del XIX secolo, recuperando alcuni oggetti e abiti che sono oggi divisi tra il museo e la Galleria del Costume di palazzo Pitti.
Il museo, che dal 2014 fa parte dell'ente autonomo afferente al Museo del Bargello, ospita occasionalmente mostre temporanee, come quella del 2012 su papa Leone X o quella del 2014 per i quattrocento anni dalla morte di Ferdinando I de' Medici.
Nel 2014 è stato il diciassettesimo sito statale italiano più visitato, con 317.135 visitatori e un introito lordo totale di 737.800 Euro.

## Descrizione

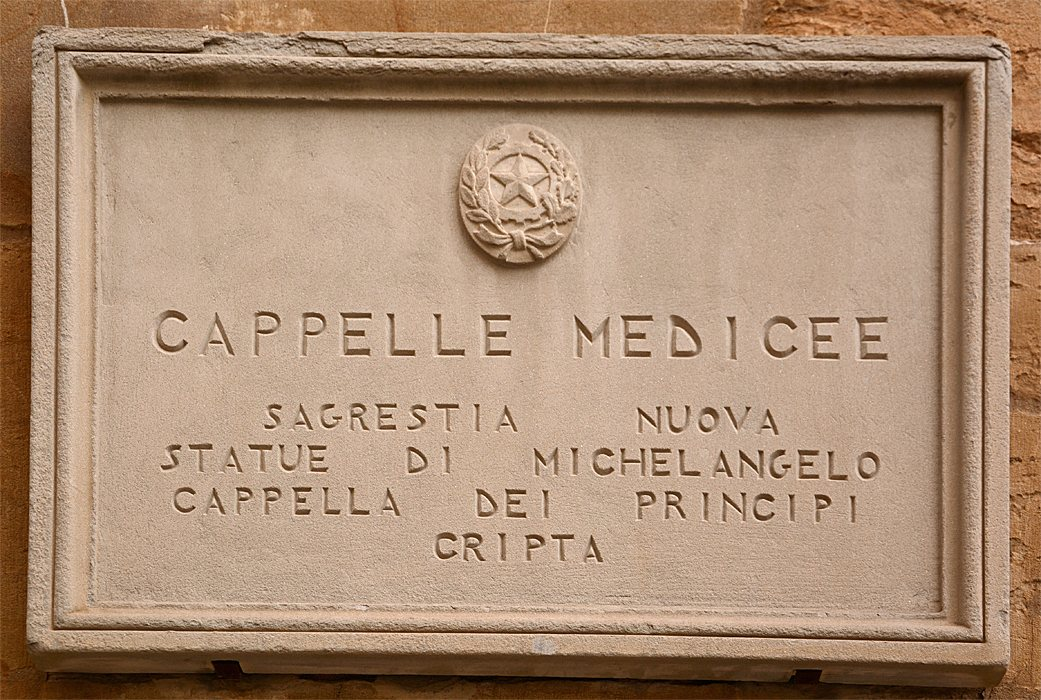
Targa del museo.

Le cappelle medicee sono oggi un museo, al quale si accede dal retro della basilica, in piazza Madonna degli Aldobrandini.
Le due parti principali che si visitano sono prolungamenti dell'abside della basilica: la Sagrestia Nuova, edificata da Michelangelo dal 1519 in un decennio circa, e la grande cappella dei Principi, del secolo successivo, completamente ricoperta da marmi e pietre semi-preziose dove sono sepolti i granduchi di Toscana e i loro familiari; inoltre fanno parte del percorso alcune sale della cripta (ideata dal Buontalenti) sotto la cappella dei Principi, dove sono situati anche la biglietteria e altri servizi.

### Cripta

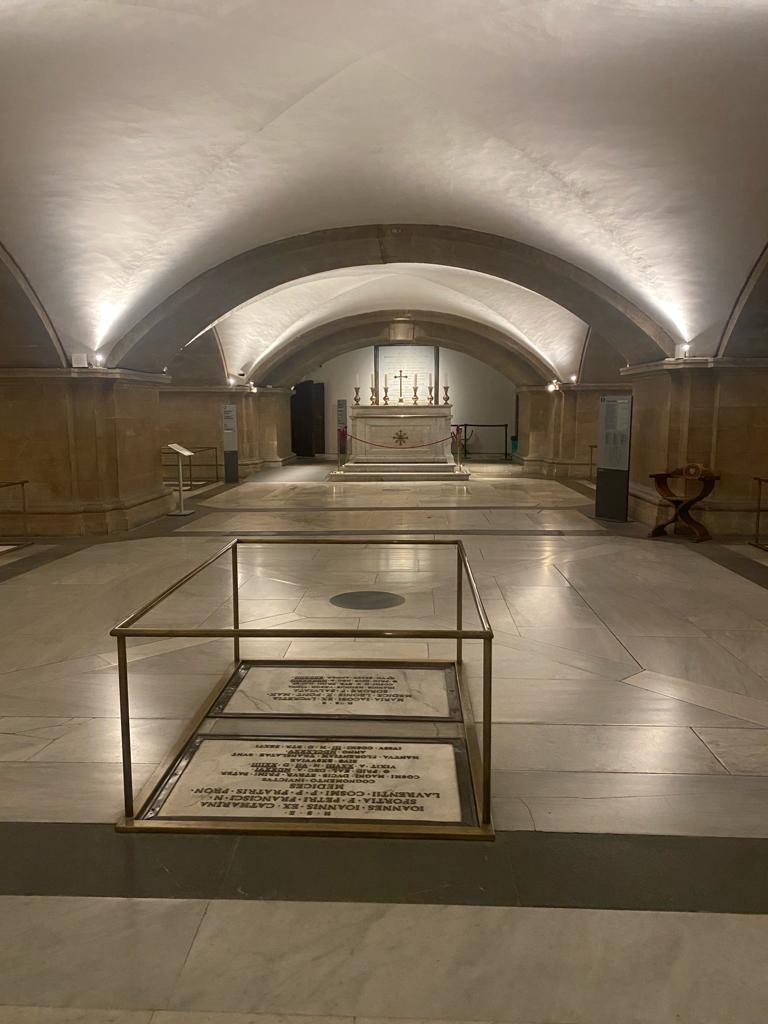
La Cripta delle Cappelle medicee

La cripta è il primo ambiente al quale si accede dall'ingresso del museo. In questo ambiente, sorretto da basse volte, si trovano sul pavimento le lastre tombali dei granduchi, delle loro consorti e dei familiari stretti. Ad esempio, è stata qui collocata anche la tomba di Giovanni dalle Bande Nere e di sua moglie Maria Salviati.
Recentemente vi è stata sistemata, in numerose teche, una ricca collezione di reliquiari Sei-Settecenteschi legati alla sfarzosa committenza granducale. Tali manufatti si inseriscono, all'interno del Museo, nel più ampio percorso espositivo denominato “Nel segno dei Medici. Tesori sacri della devozione granducale” che celebra la figura di Ferdinando I de' Medici e della consorte Cristina di Lorena e la loro ricca collezione di reliquie e sontuosi arredi devozionali. Si tratta di lavori preziosi prodotti da orafi attivi alla corte fiorentina, come Odoardo Vallet e Jonas Flack.
Da questo ambiente si accede, attraverso due scalinate, alla soprastante cappella dei Principi.

### Cappella dei Principi

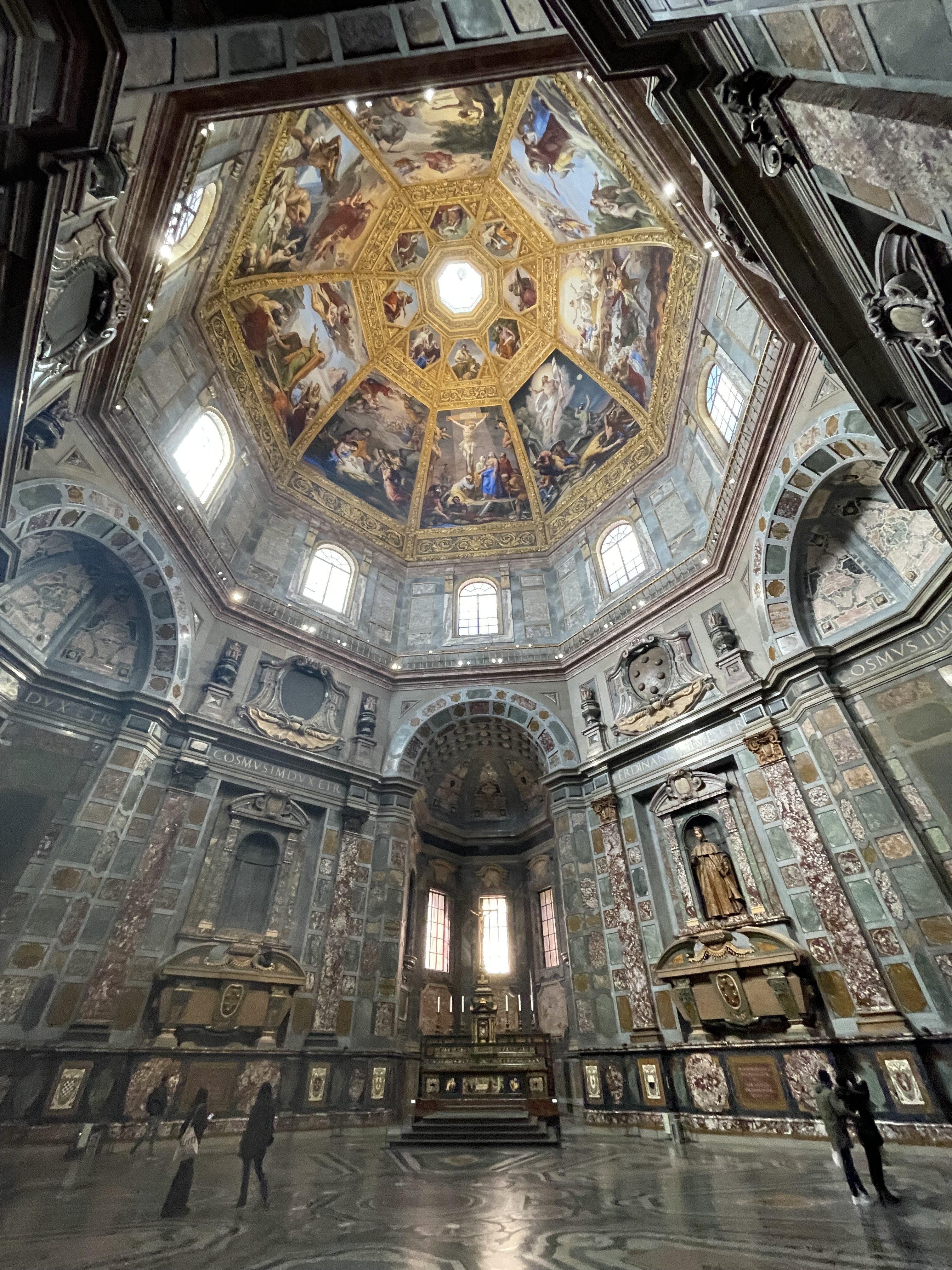
La Cappella dei Principi con le tombe dei Medici, granduchi di Toscana

Lo sfarzoso ambiente ottagonale è largo 28 metri ed è sormontato dalla cupola di San Lorenzo, che raggiunge un'altezza di 59 metri, la seconda per maestosità in città dopo quella del Brunelleschi.
Fu ideata da Cosimo I, ma la sua realizzazione si deve al suo successore Ferdinando I, che nel 1604 incaricò, quale responsabile della fabbrica, l'architetto Matteo Nigetti, su disegno di Don Giovanni de' Medici, fratello dello stesso granduca. Bernardo Buontalenti intervenne modificando in parte il progetto.

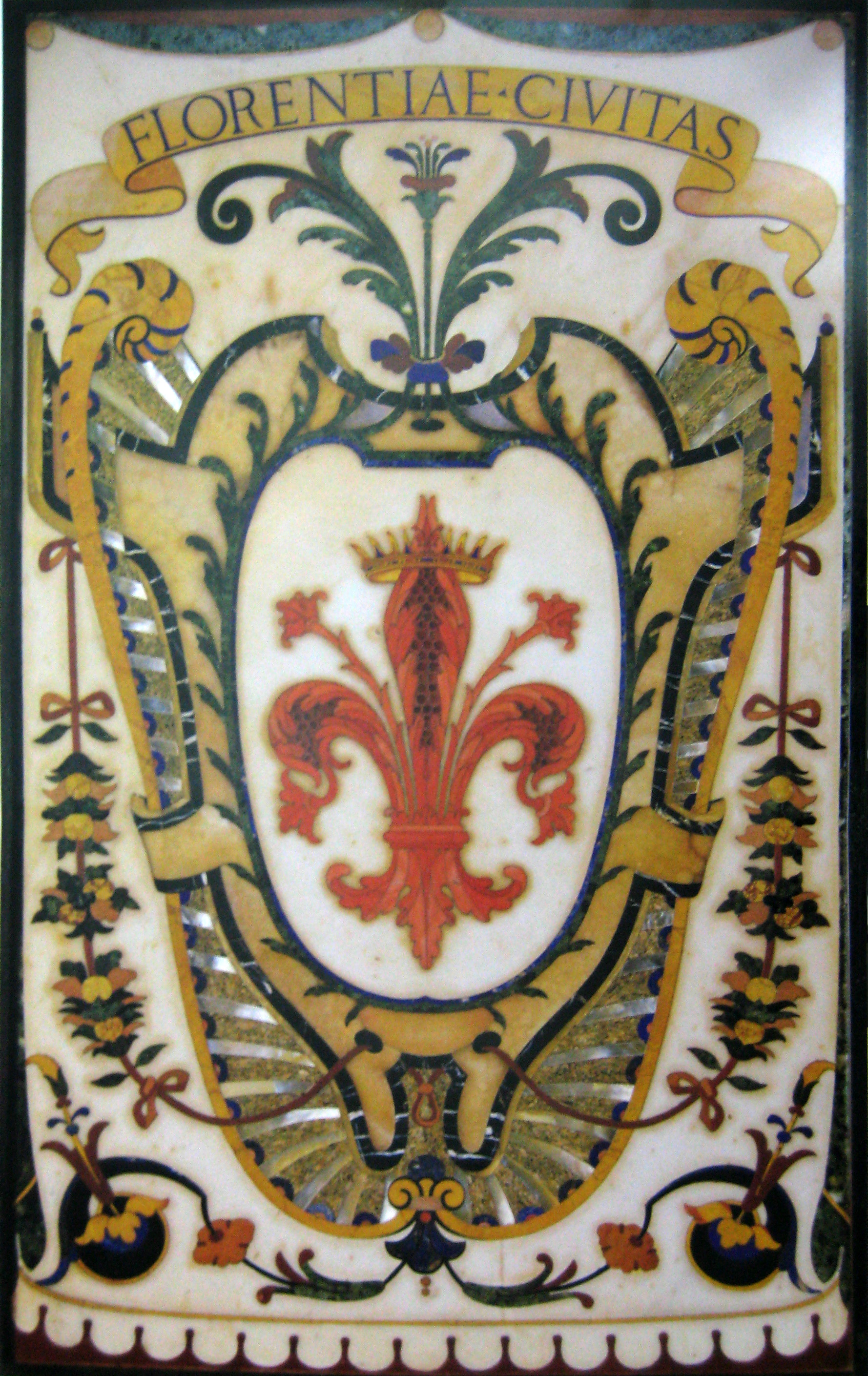
Intarsio dello stemma di Firenze, dalla cappella dei Principi.

Lo sfarzo abbagliante è dato dai ricchissimi intarsi in commesso fiorentino, per la realizzazione dei quali fu creato l'Opificio delle pietre dure. Questa arte, tuttora praticata soprattutto nella decorazione di mobili e vasi, trovò qui il suo apice, anche se il tono funebre dell'opera fece scegliere i colori più smorzati e cupi con porfidi e graniti. Nella zoccolatura invece si usarono pietre dure più colorate, nonché la madreperla, i lapislazzuli e il corallo per riprodurre gli stemmi delle sedici città toscane fedeli alla famiglia dei Medici.
Nelle nicchie sarebbero dovute entrare le statue dei granduchi, anche se furono poi realizzate soltanto quelle per Ferdinando I e Cosimo II, opere entrambe di Pietro Tacca eseguite tra il 1626 ed il 1642.
Gli altri sepolcri granducali appartengono a Cosimo I (1519-1574), Francesco I (1541-1587) e Cosimo III (succeduto a Ferdinando II, 1643-1723). Al centro dell'atrio, nelle intenzioni dei committenti, doveva trovarsi il santo Sepolcro, ma i vari tentativi di comprarlo o rubarlo a Gerusalemme fallirono.
I sarcofagi sono in realtà vuoti e le vere spoglie dei granduchi e dei loro familiari (una cinquantina fra maggiori e minori) fino a Anna Maria Luisa de' Medici (ultima erede della dinastia, 1667-1743), sono conservate in semplici ambienti ricavati nel pavimento della cripta sottostante.
Da dietro l'altare si accede ad un piccolo vano dove sono esposti altri preziosi reliquiari, alcuni dei quali donati alla città da Leone X.

### Sagrestia Nuova

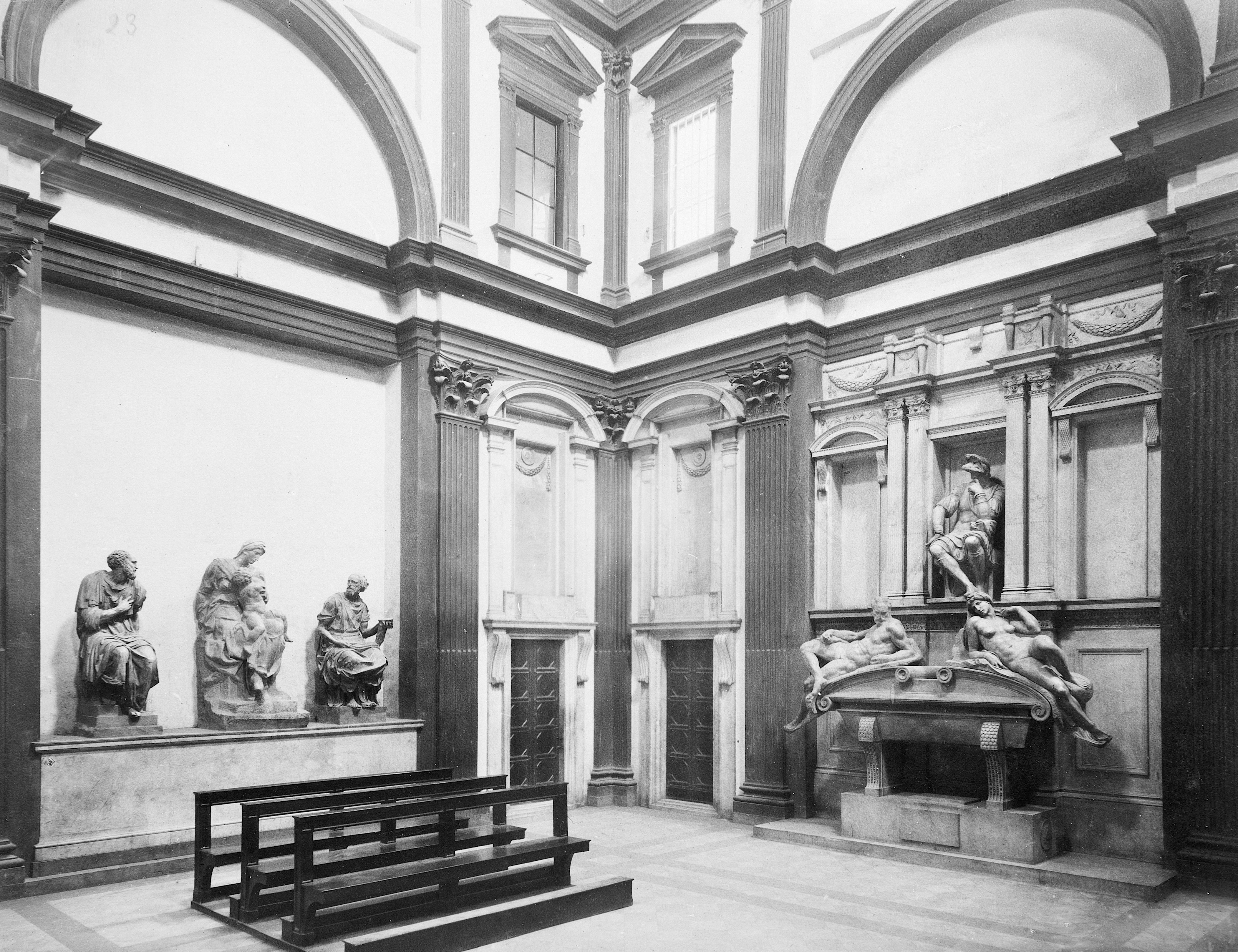
Giacomo Brogi (1822-1881), Sagrestia Nuova, 1880 circa.

Edificata da Michelangelo a più riprese tra il 1521 ed il 1534, vi si accede da un corridoio dalla Cappella dei Principi, mentre la porta che permette di entrare nella basilica oggi è chiusa.
Commissionata da Papa Leone X e dal cardinale Giulio de' Medici (futuro Clemente VII), Michelangelo Buonarroti la realizzò partendo dalla stessa pianta della Sagrestia Vecchia del Brunelleschi e divise lo spazio in forme più complesse, con archi trionfali che si aprono su delle specie di absidi. Incassati nelle due pareti laterali realizzò i sepolcri monumentali dedicati a Giuliano de' Medici duca di Nemours e suo nipote Lorenzo de' Medici duca di Urbino, per i quali scolpì tre sculture ciascuno: le Allegorie del Tempo, adagiate sopra i sepolcri, e i ritratti soprastanti dei Duchi. Per la tomba di Giuliano de' Medici, seduto in fiera postura, scelse il Giorno e la Notte; per quella di Lorenzo, in posa malinconica e pensierosa, il Crepuscolo e l'Aurora.
Entrambe le statue guardano verso il centro della cappella dove Michelangelo realizzò e pose una Madonna con Gesù in grembo. Volgendo il loro sguardo alla rappresentazione sacra i duchi esprimono le inclinazioni religiose dell'artista, secondo il quale, quando le glorie terrene passano, solo la spiritualità e la religione riescono a dare sollievo alle inquietudini degli uomini. Completano il corredo le statue dei Santi Cosma e Damiano, di seguaci di Michelangelo rispettivamente il Montorsoli per San Cosma e Raffaello da Montelupo per il San Damiano.
Nel sarcofago sotto la statua della Madonna col Bambino sono sistemati i resti di Lorenzo il Magnifico e suo fratello Giuliano de' Medici, per i quali non ci fu mai il tempo per costruire una sepoltura monumentale: nel 1534, infatti, Michelangelo partì definitivamente da Firenze e lasciò l'opera incompiuta. Dopo questa data seguì epistolarmente lo sviluppo, prima dando istruzioni al Tribolo, poi, dopo la morte di questi, tramite il Montorsoli e Raffaello da Montelupo, figlio del suo vecchio collaboratore Baccio da Montelupo, e quindi, tramite il Vasari, cui fu affiancato l'Ammannati. Quest'ultimo, nel contempo, pose anche mano alla cripta sopra la quale, 50 anni più tardi, sarebbe sorta la Cappella dei Principi.

### "Stanza segreta di Michelangelo"
Dal 15 novembre 2023 è aperta al pubblico la cosiddetta "Stanza segreta di Michelangelo", una piccola sala dove sono presenti studi e disegni dell'artista rinascimentale per dipinti e sculture. La stanza era stata dimenticata per anni e non era mai stata visitabile. Gli studiosi ritengono che Michelangelo Buonarroti vi abbia vissuto segretamente per diversi mesi nel 1530 e la usò per dipingere sulle pareti alcune opere.
La stanza è lunga 10 metri e larga 3, è dotata di volta ed ha un'altezza massima di 2 metri e mezzo. Vi si accede dalla Sagrestia Nuova e fu scoperta nel 1975, quando l'allora direttore delle Cappelle medicee Paolo Dal Poggetto commissionò la pulitura di una zona sottostante all'abside.
Il piccolo locale venne utilizzato come carbonaia fino agli anni '50, ma poi rimase inutilizzato, nascosto dietro una botola in una stanza piena di mobili. Durante i lavori di pulizia, sotto i due strati di stucco sono emersi disegni murali di varie dimensioni, talvolta sovrapposti.
Sulle pareti della sala sono presenti studi della figura intera, ma sono presenti anche schizzi più o meno schematici delle parti anatomiche, dei contorni del viso e delle figure in varie pose; sono realizzati con carboncino e sanguigna, un’ocra rossa usata per fabbricare pastelli per il disegno, molto usata a partire dal Rinascimento. Dopo analisi e ricerche, che sono ancora oggetto di studio da parte degli storici dell’arte, la gran parte di loro è stata attribuita proprio a Michelangelo.

### Cappella lorenese e tomba di Cosimo de' Medici

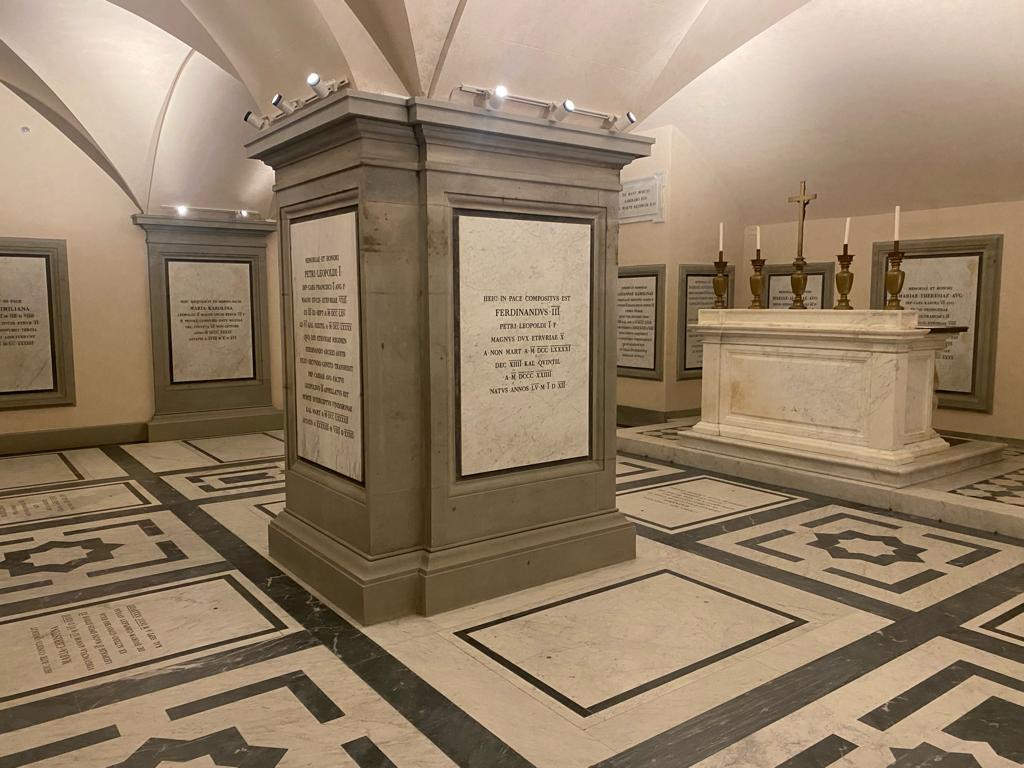
La Cappella lorenese

La Soprintendenza responsabile del ritrovamento di parte delle mura fiorentine del XII secolo, oggi visibili nella libreria, ha iniziato i lavori nel 2010, con un investimento complessivo di circa 2,6 milioni di euro, suddivisi tra fondi propri e straordinari del Ministero dei Beni Culturali.

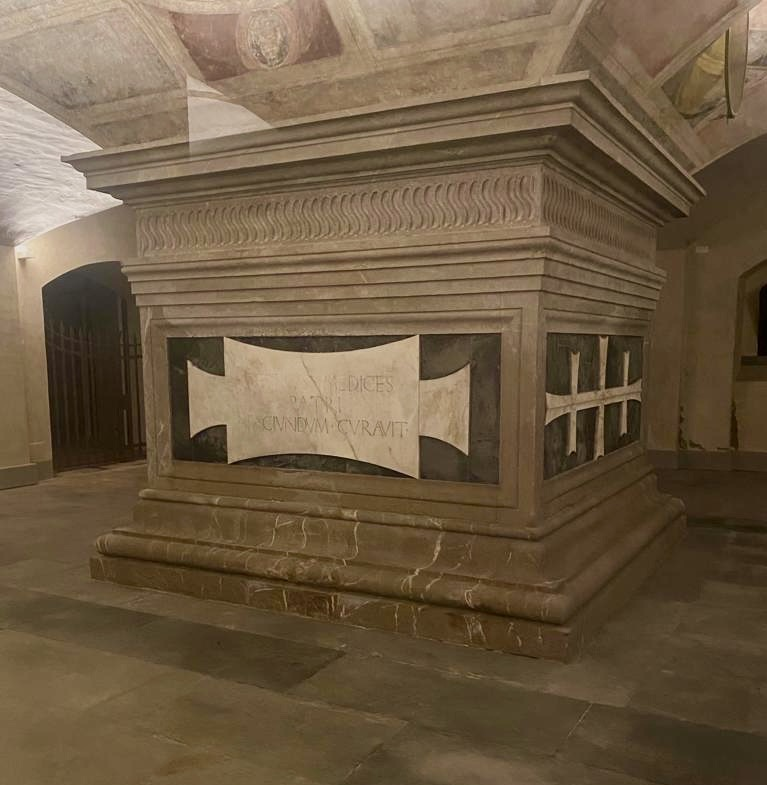
Tomba di Cosimo de' Medici, pater patriae

L’intervento ha ampliato notevolmente la destinazione d’uso interna del complesso. Grazie allo spostamento dell'uscita e della libreria, la grande Cappella dei Principi è finalmente visibile nel suo volume chiaro, grazie anche alla scelta di collocare prima il prezioso reliquiario al centro lungo le pareti, che consente oggi la completa percezione delle cappelle perimetrali. Grazie al restauro e all'inserimento nel percorso di visita della Cappella lorenese, realizzate nel 1873 da Emilio De Fabris e chiuse al pubblico per molti anni, è inoltre nuovamente visibile anche dalle Cappelle il grande pilastro della Basilica che reca incastonata la tomba di Cosimo de' Medici, pater patriae.